# Ртутьсамарий
Ртутьсамарий — бинарное неорганическое соединение
самария и ртути
с формулой SmHg,
кристаллы.

## Получение
- Сплавление стехиометрических количеств чистых веществ:

{\displaystyle {\mathsf {Sm+Hg\ {\xrightarrow {630^{o}C}}\ SmHg}}}

## Физические свойства
Ртутьсамарий образует кристаллы
кубической сингонии,
пространственная группа P m3m,
параметры ячейки a = 0,3744 нм, Z = 1,
структура типа хлорида цезия CsCl
.
Соединение образуется по перитектической реакции при температуре 630 °C .